# Region Savannah
Region Savannah – jeden z szesnastu regionów Ghany, wydzielony w 2018 roku z Regionu Północnego. Według spisu z 2021 roku liczy 649 627 mieszkańców na powierzchni 37 790 km², co daje najniższą gęstość zaludnienia w kraju – 18,8 mieszk./km². Stolicą regionu jest Damongo.

## Geografia
Graniczy od północy z Regionem Północno–Zachodnim, na zachodzie tworzy granicę z Wybrzeżem Kości Słoniowej, na południu z regionami Bono i Bono Wschodnie i od zachodu z regionem Północnym.
Na północy znajduje się największy park narodowy w Ghanie – Park Narodowy Mole, podczas gdy na południu obejmuje część Parku Narodowego Bui.

### Podział administracyjny
W jego skład wchodzi 7 dystryktów:
- Dystrykt Bole
- Dystrykt Central Gonja
- Dystrykt North Gonja
- Okręg miejski East Gonja
- Dystrykt North East Gonja
- Dystrykt Sawla-Tuna-Kalba
- Okręg miejski West Gonja

## Demografia
Według spisu w 2021 roku region zamieszkany jest głównie przez ludy Guan (38,6%), Mole-Dagbani (32,3%), Grusi (7,7%), Mande (5,7%), Ewe (4,4%), Gurma (4,3%) i Akan (3,7%). 

### Religia
Struktura religijna w 2021 roku według Spisu Powszechnego:
- muzułmanie – 64,1%,
- protestanci – 12,6%,
- katolicy – 10,7%,
- pozostali chrześcijanie – 4,9%,
- religie etniczne – 4,4%,
- brak religii – 0,67%,
- inne religie – 2,7%.